# Broadhempston
Broadhempston – wieś w Anglii, w hrabstwie Devon, w dystrykcie Teignbridge. W 2001 miejscowość liczyła 641 mieszkańców.